# Campylonotoidea
Campylonotoidea är en överfamilj av kräftdjur. Campylonotoidea ingår i ordningen tiofotade kräftdjur, klassen storkräftor, fylumet leddjur och riket djur. Enligt Catalogue of Life omfattar överfamiljen Campylonotoidea 4 arter. 
Kladogram enligt Catalogue of Life:
| Campylonotoidea | \| \| Bathypalaemonellidae \| \| \| \| \| \| Campylonotidae \| \| \| \| |
|                 | \| \| Bathypalaemonellidae \| \| \| \| \| \| Campylonotidae \| \| \| \| |
|                 | Bathypalaemonellidae                                                    |
|                 |                                                                         |
|                 | Campylonotidae                                                          |
|                 |                                                                         |